# Le nouveau magazine litteraire
Le Nouveau Magazine Littéraire, anteriorment anomenada Le Magazine Littéraire, és una revista mensual francesa sobre literatura. Amb la seu a la ciutat de París, l'editora és l'empresa Sophia Publications i està disponible en paper i en versió electrònica. L'any 2014 tenia una circulació de 20.300 còpies. La revista va ser creada l'any 1966 per Guy Sitbon i revenuda el 1970 a Nicky i Jean-Claude Fasquelle, llavors cedida a Artemis l'any 2000 i finalment a Sophia Publications.